# Andesiana
Andesiana là chi bướm đêm duy nhất trong họ Andesianidae và liên họ Andesianoidea, "bướm đêm đặc hữu Andean". Chi này có 3 loài với sải cánh rộng đến 5,4 cm ở con cái A. similis và 3,5 cm ở con đức (Davis and Gentili, 2003). Các loài Microlepidoptera Lưu trữ ngày 11 tháng 1 năm 2013 tại archive.today lớn này phân bố hạn chế ở Andean Nam Mỹ, chúng được Patricia Gentili miêu tả ở đây năm 1989, và được xếp trong họ Cossidae.